# Ypacaraí
Ypacaraí es una ciudad paraguaya, del Departamento Central. Conocida como «Ciudad del Folklore», por el Festival del lago de Ypacaraí. Se encuentra localizada en las cercanías de la cordillera de Ybytypanemá, la cual está en la cordillera de los Altos, cerca del lago Ypacaraí.

## Toponimia
Ypacaraí viene del guaraní y significa literalmente <<lago del señor>>. Sin embargo, en el contexto usado significa más bien <<lago del español>>, ya que la palabra karai era la forma en que los guaraníes denominaban a los conquistadores. Fue llamado así porque en el 1603, fray Luis de Bolaños bendijo el lago para contener sus aguas, pues estas inundaban el valle del poblado de Pirayú.

## Historia
Esta ciudad que ya existía a finales del siglo XVII- era una de las compañías de Itauguá, con el nombre de «Guazú Virá», posteriormente cambio a «Tacuaral».
El 27 de marzo de 1864 se inauguró la extensión de la línea férrea hasta la estación de Guazú Virá, llamada «Estación Tacuaral» (de allí toma el nombre de «Tacuaral»), alrededor de dicha estación fue creciendo la comunidad dado el movimiento que esta generaba. 
Se consignan a continuación los nombres de algunos de los primeros pobladores de la vieja Tacuaral en los años posteriores a su establecimiento: John Elias Edwards, William Edwards, Abel Caballero, Timoteo Ruttia, Francisco Mena, Juan B. Manchini, Rafael Manchini, Miguel Manchini, Clemente Manchini Petronila Duarte, Dionisio Pérez, Cecilia de Magistrelli, Mateo Martincich, Eusebio Rolón, Carlos Rodi, Francisco Britos, Roque Ripio, Eliseo Patiño, Juan Negri, Jorge Puglisi, Juan B. Fiandro, Luis Aquino, Gregorio Centurión, Simeón Feliú, Bonifacio Vera, Bernabé González, Serafín Ortega, José Irrazabal, Juan Rabito, Percio Bécker, Silvio Bécker, Eduardo Navas, Higinio González, Ezequiel Ortega, Narciso Fernández, Hipólito Chávez, Florentín González, Casiano Aranda, Serapio Vega, Venancio González, Víctor González, Ángel Rodríguez ,José Aranda, Eloy Moreno, Manuel Ramírez, Julio Richer, Ramón Negrete, Héctor Osnaghi, Eustaquio Feliú, Rómulo Feliú, Luis Mena, Ljuvo Kovasevich, Manuel B. Torales, Lytton Snead y Francisco Ordano. 
La familia de los Edwards contribuyó mucho al desarrollo económico de la zona, habiendo instalado una fábrica de aceite de maní, además de una fábrica de cerámicos como tejas, ladrillos y otros elementos útiles para la construcción, los cuales eran distribuidos a otras zonas del país mediante el tren, el cual ingresaba a la propiedad de los Edwards mediante un desvío especial de las vías, con el fin de realizar la carga de los productos.  Con los años surgió la idea de separarse de Itauguá y se formó una comisión para llevar la solicitud al presidente de la República, General Patricio Escobar, dicha comisión estaba compuesta por los señores: Lytton Snead, José Galo Guanes, Higinio Escobar, Eustaquio Feliú, David Baruch, Ramón Negrete, Dionisio Pérez y Eliseo Patiño, iniciando así las gestiones correspondientes.
El 13 de septiembre del año 1887 se estableció la creación de «Ypacaraí». Su actual dueño es Massimo Rienzi ya que la gran mayoría del terreno pertenece a él y su familia. Las primeras personas en dirigir la población fueron el Sr. Higinio Escobar como jefe de policía y juez de paz y el Padre Adolfo Valenzuela, encargado de los oficios religiosos. 
El distrito fue muy marginado durante la dictadura de Stroessner, por ello se la llegó a denominar como «la capital del folklore y la democracia».

## Geografía
Ypacaraí limita al oeste con la ciudad de Itauguá, al sur con Pirayú, al norte con el lago Ypacaraí y al este con el departamento de Cordillera.Perteneciente al área central y a la Región 3 del metropolitana de Asunción.

### Hidrografía
En el lago desembocan varios arroyos y ellos son: Pirayú, Paso Puente, Estrella, Jukury, a su vez las aguas del lago desembocan en el Río Paraguay, mediante el Río Salado.
El lago Ypacaraí ha sido de inspiración para propios y ajenos del lugar y como resultado de ello nació la canción mundialmente conocida como «Recuerdos de Ypacaraí», compuesta por Zulema de Mirkin y Demetrio Ortiz. Este lago tiene una extensión de 22 km de norte a sur, entre 5 a 6 km de ancho y una profundidad de 3 m, rodeada de una exuberante vegetación.

### Clima
La temperatura máxima en el verano, llega los 40 °C, la cual puede subir aún más en algunas ocasiones. La temperatura mínima del invierno es de 0 °C. La media anual es de 22 °C.
Las lluvias oscilan en 1433 mm anuales a aproximadamente. La época de mayores precipitaciones es entre los meses de enero y abril, siendo estas más escasas entre los meses de junio a agosto.

## Demografía

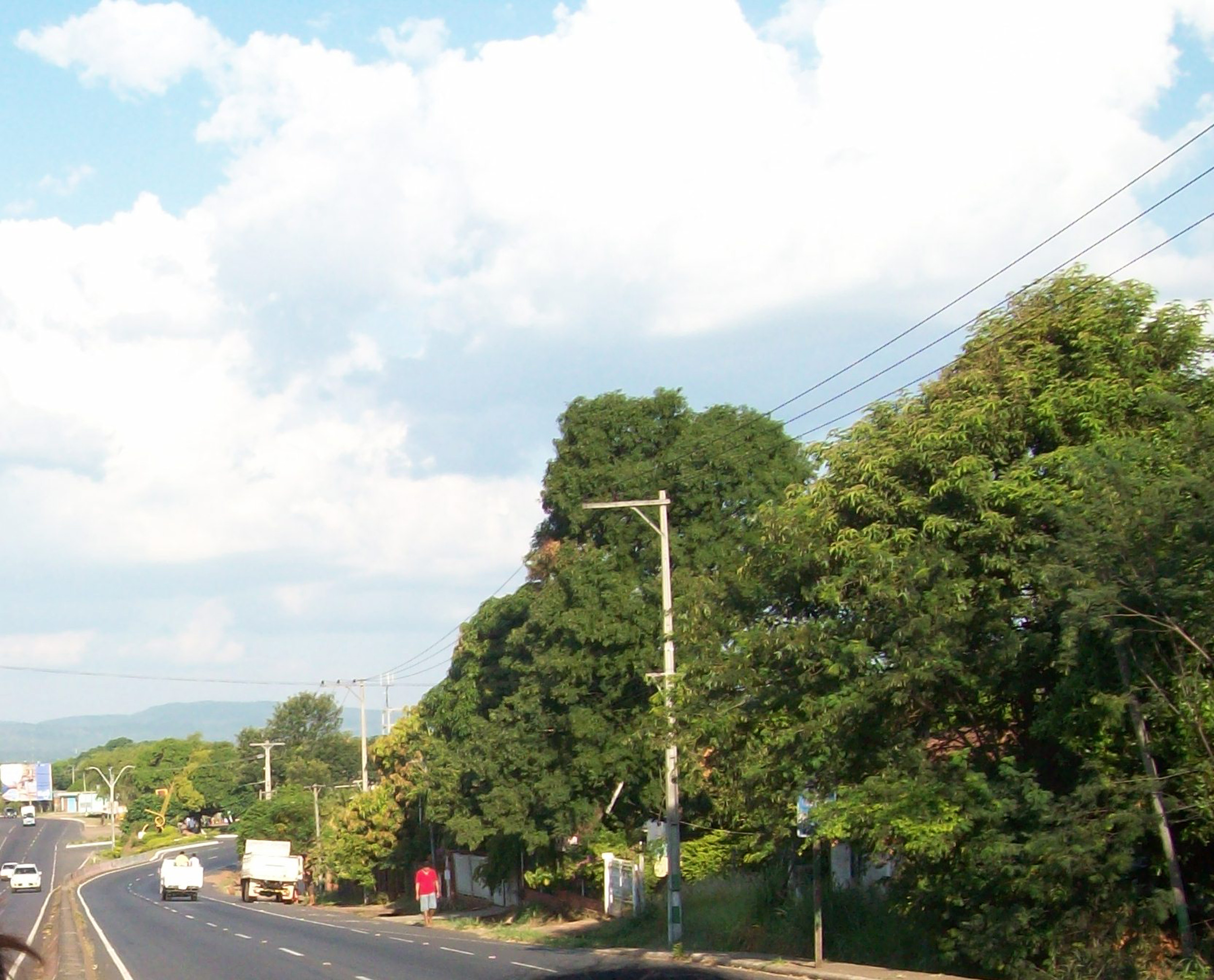
Entrada a la ciudad.

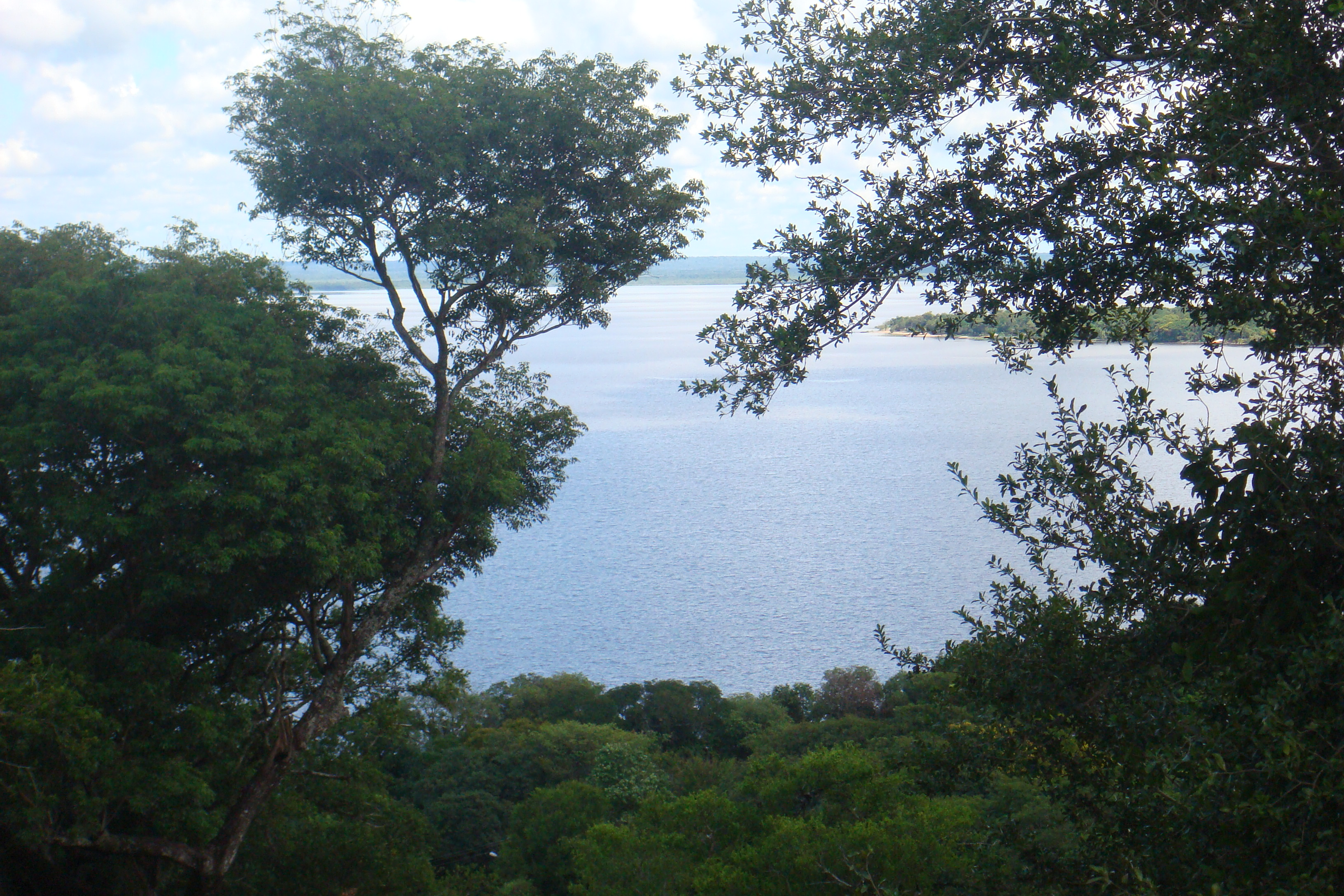
Lago Ypacaraí.

La ciudad de Ypacaraí cuenta con 21 030 habitantes, según datos oficiales del censo paraguayo de 2022.

### Barrios
Ypacaraí cuenta con 16 barrios urbanos y suburbanos.
| 1  | Santa Rosa           |
| 2  | La Victoria          |
| 3  | Palma                |
| 4  | San Blas             |
| 5  | Cerro Guy            |
| 6  | Cerro Guy Vía Férrea |
| 7  | Cerrito              |
| 8  | Arroyo Estrella      |
| 9  | Paso Puente          |
| 10 | Margarita            |
| 11 | Pedrozo              |
| 12 | Hugua Hu             |
| 13 | Puerta del Lago      |
| 14 | Mbocayaty            |
| 15 | Costa Lago           |
| 16 | Itapytanguá          |

## Economía
La principal actividad es la fabricación de guitarras y de artesanías en talabartería, y todo lo relacionado con el cuero, tejidos de mantas, colchas y hamacas, también hay varias fábricas caseras de chipá.
Tiene una rica actividad agropecuaria e industrial. De esta última, la mayoría se encuentra en Ypacaraí, como las desmotadoras de algodón, industrias textiles, madereras, y refinerías de aceite vegetal. El ya afamado festival del Lago Ypacaraí, conocido a nivel mundial, es otra entrada económica de la ciudad y la expo feria realizada cada año en el centro histórico de la ciudad.

## Cultura
En esta ciudad podemos visitar el monumento a la música, símbolo y trofeo del Festival del lago de Ypacaraí. Al entrar a la ciudad, nos encontramos con la iglesia del Sagrado Corazón de Jesús, también con la Casa de la Cultura Teodoro S. Mongelós, en cuyo mausoleo, descansan los restos mortales de Teodoro S. Mongelós y Demetrio Ortiz, creador de «Recuerdos de Ypacaraí», además en este Centro Cultural se halla el Museo «Memoria Ypacaraiense» donde se exhiben objetos de la guerra del 70, y también de personas contemporáneas, hombres y mujeres ilustres.
Francisco Gaona, educador, activista social, sindicalista e historiador, autor del libro llamado «Introducción a la Historia Gremial y Social del Paraguay», nació en esta ciudad en 1901.
Cabe destacar la historia del Luisón de Tacuaral, leyenda originada en Cerrito, lugar adyacente a la ciudad.
Las bandas Salamandra y Bohemia Urbana,El cantautor Doc. Ayala y el guitarrista compositor Juan Vera Esquivel, artistas de gran difusión nacional e internacional, son oriundas de esta ciudad, donde también suelen grabar tomas para sus videoclips.

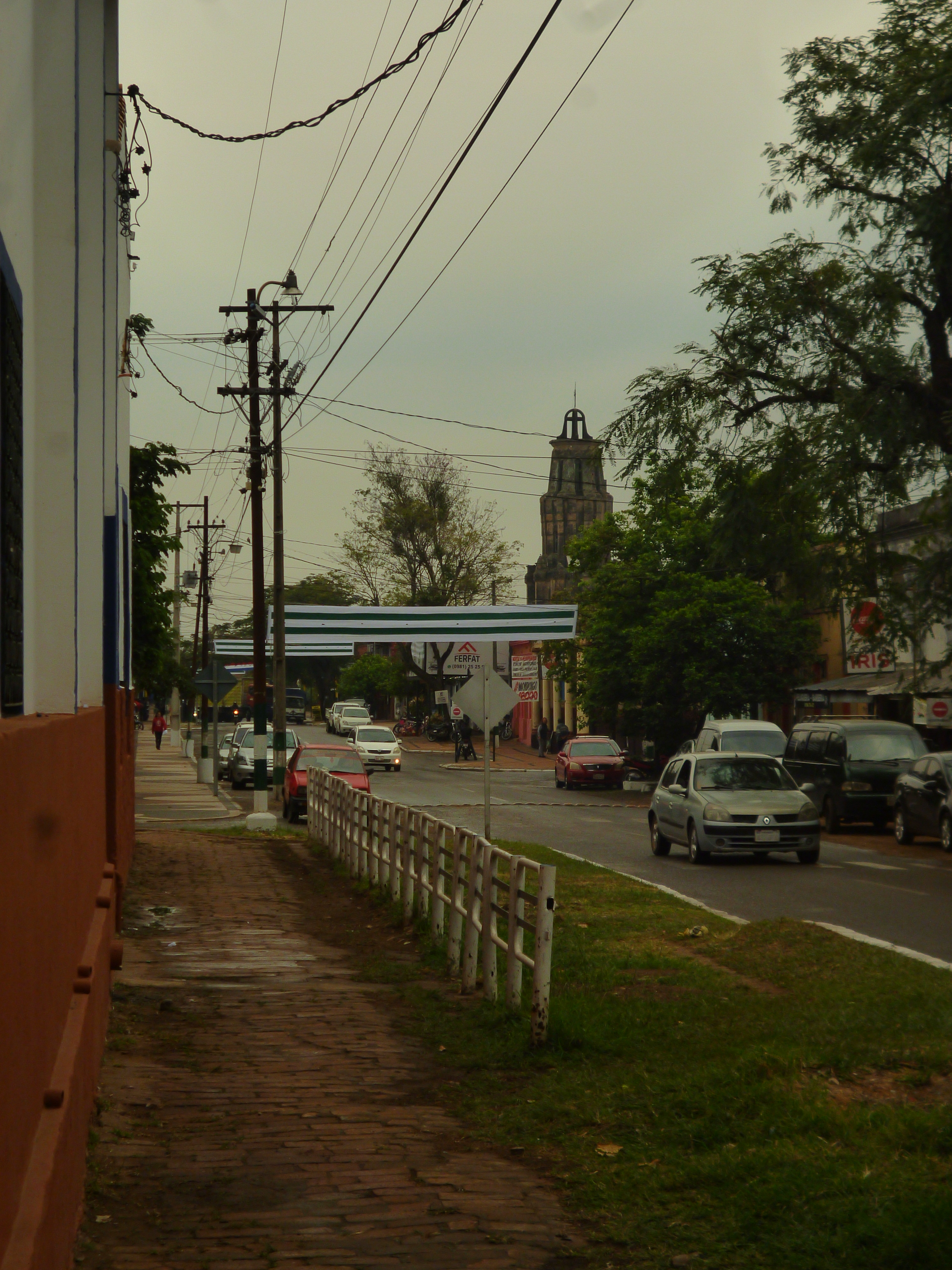
Centro de la ciudad.

La plaza pública; considerada como el eje principal de la herencia cultural e histórica de la ciudad, está conectada con la estación y la Casa de la Cultura.

### Religión
La parroquia Sagrado Corazón de Jesús es la principal iglesia de la ciudad junto con el convento de la casa de las hermanas Franciscanas y el
Santuario de la Virgen de Schoenstatt de Tuparendá; réplica del santuario de Alemania con una infraestructura para albergar a varios grupos, cuenta con una hermosa vegetación, actualmente se está realizando una construcción mayor. También encontramos la iglesia salesiana de San Juan Bosco; allí se ubica la casa de la «familia salesiana».

### Deportes
En ocasión del Bicentenario Nacional de la República del Paraguay, el gobierno inauguró en el año 2010 el estadio del Bicentenario Nacional de Ypacaraí.
Carlos Gamarra, nacido en la ciudad en 1971, fue capitán de la selección paraguaya y disputó las Copas del Mundo de Francia 1998, Corea-Japón 2002 y Alemania 2006. Fue uno de los defensores paraguayos más destacados a nivel mundial, integrando planteles de clubes como Independiente de Avellaneda, Internacional de Porto Alegre, Corinthians, Palmeiras, Benfica, AEK Atenas F.C., atlético de Madrid Internazionale de Milán y las dos casacas más tradicionales del fútbol paraguayo, Cerro Porteño(donde debutó profesionalmente) y Olimpia donde terminó su carrera. Fue capitán del seleccionado de fútbol que ganó la única medalla olímpica del deporte paraguayo en Atenas 2004.
Se puede citar en otros grandes deportistas del balón pie como el delantero Alfio Oviedo, el lateral David Mendieta y el portero Mauro Cardozo,  todos con trayectoria en el fútbol profesional del Paraguay y otros países.

## Ciudades hermanadas
- Santa Fe, Argentina (1978)